# Фабр, Франсуа-Ксавье
Барон Франсуа́ Ксавье́ Фабр (фр. François-Xavier Fabre; 1 апреля 1766, Монпелье — 16 марта 1837, Монпелье) — французский исторический живописец, последователь академической манеры Жака Луи Давида, создатель музея Фабра в Монпелье.

## Биография
Ученик сперва Гийома Кусту, а потом Жака Луи Давида. Получив в 1787 году от Парижской академии художеств большую, так называемую римскую премию за картину «Убийство детей Седекии», был отправлен в Рим в качестве стипендиата академии.
Отсюда вследствие затруднений, возникших между французским конвентом и папским правительством, он в 1793 году перебрался в Неаполь, где пробыл около года.
Поселившись после того во Флоренции, писал там исторические картины, но больше всего пейзажи, подружился с поэтом Витторио Альфьери, близко сошёлся с его гражданской женой, графиней Олбани, Луизой Штольберг-Гедернской (вдовой последнего Стюарта), и был сделан профессором академии. Графиня перед своей смертью (в 1824 году) завещала ему всё своё состояние.
Фабр воздвиг памятник своей благодетельнице, пожертвовал городу Флоренции доставшиеся от неё рукописи Альфьери и в 1826 году вернулся на родину, в Монпелье, с богатой коллекцией художественных предметов и библиотекой, составленными в Италии.
Они были принесены им в дар этому городу и составили особый музей Фабра, содержание и пополнение которого художник обеспечил значительным капиталом.
Кроме того, он основал в Монпелье художественное училище, о котором, как и о музее, не переставал заботиться до конца своей жизни. За эти заслуги Фабр в 1830 году был возведён в баронское достоинство.
Большинство его произведений — исторических картин и портретов — находится в упомянутом музее, но они встречаются также и в музеях Лиона, Нанта и Нарбона; в Лувре есть его картина «Неоптолем и Улисс отнимают у Филоктета стрелы Геракла».

## Галерея

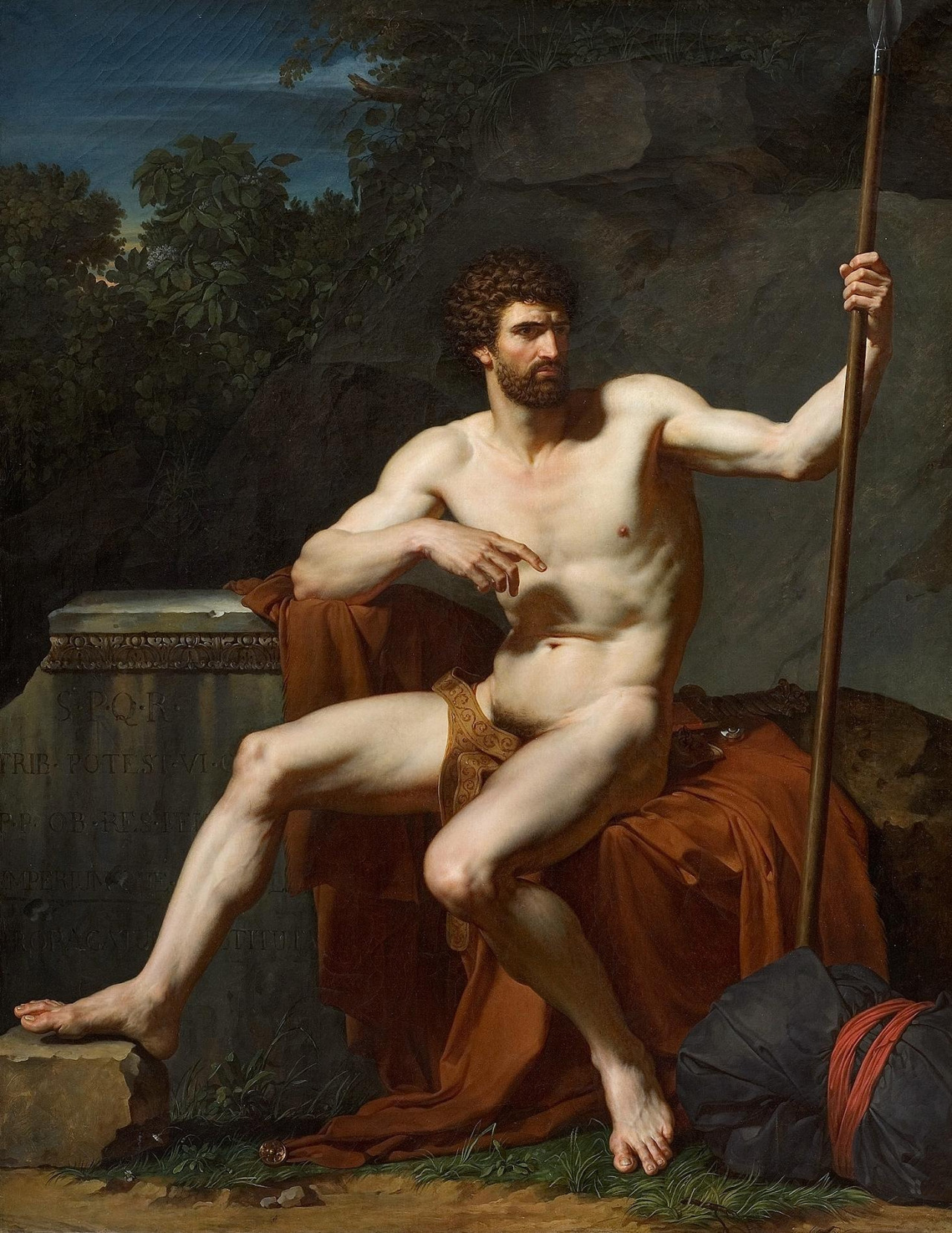
Римский солдат на отдыхе (1788)
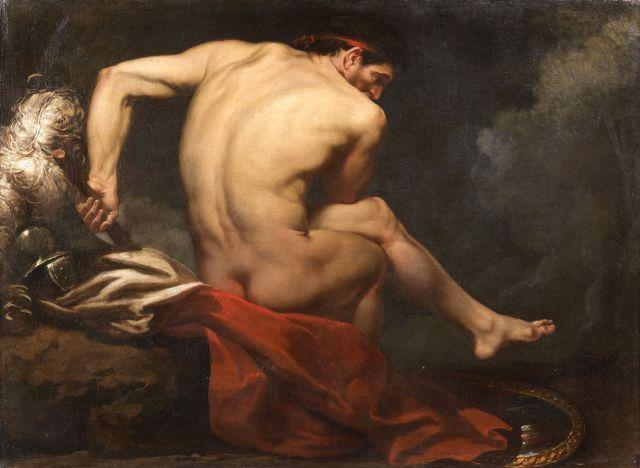
Греческий солдат на отдыхе
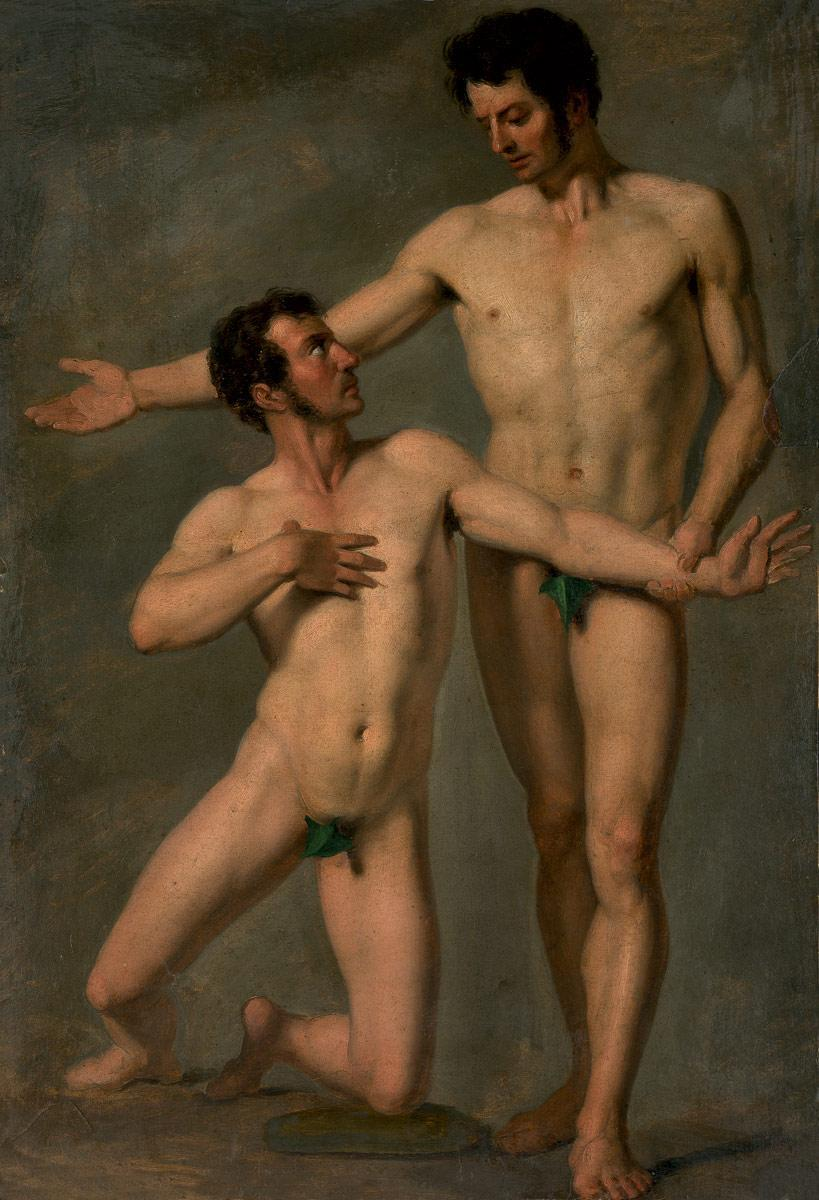
Два обнажённых натурщика. Этюд (1825)
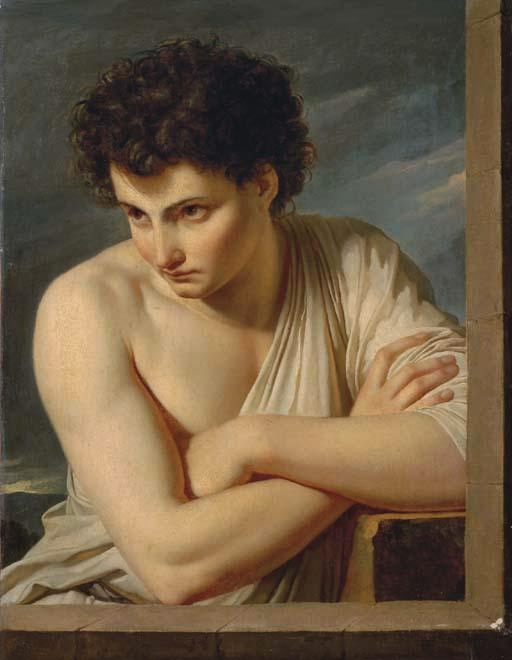
Аркадийский пастух
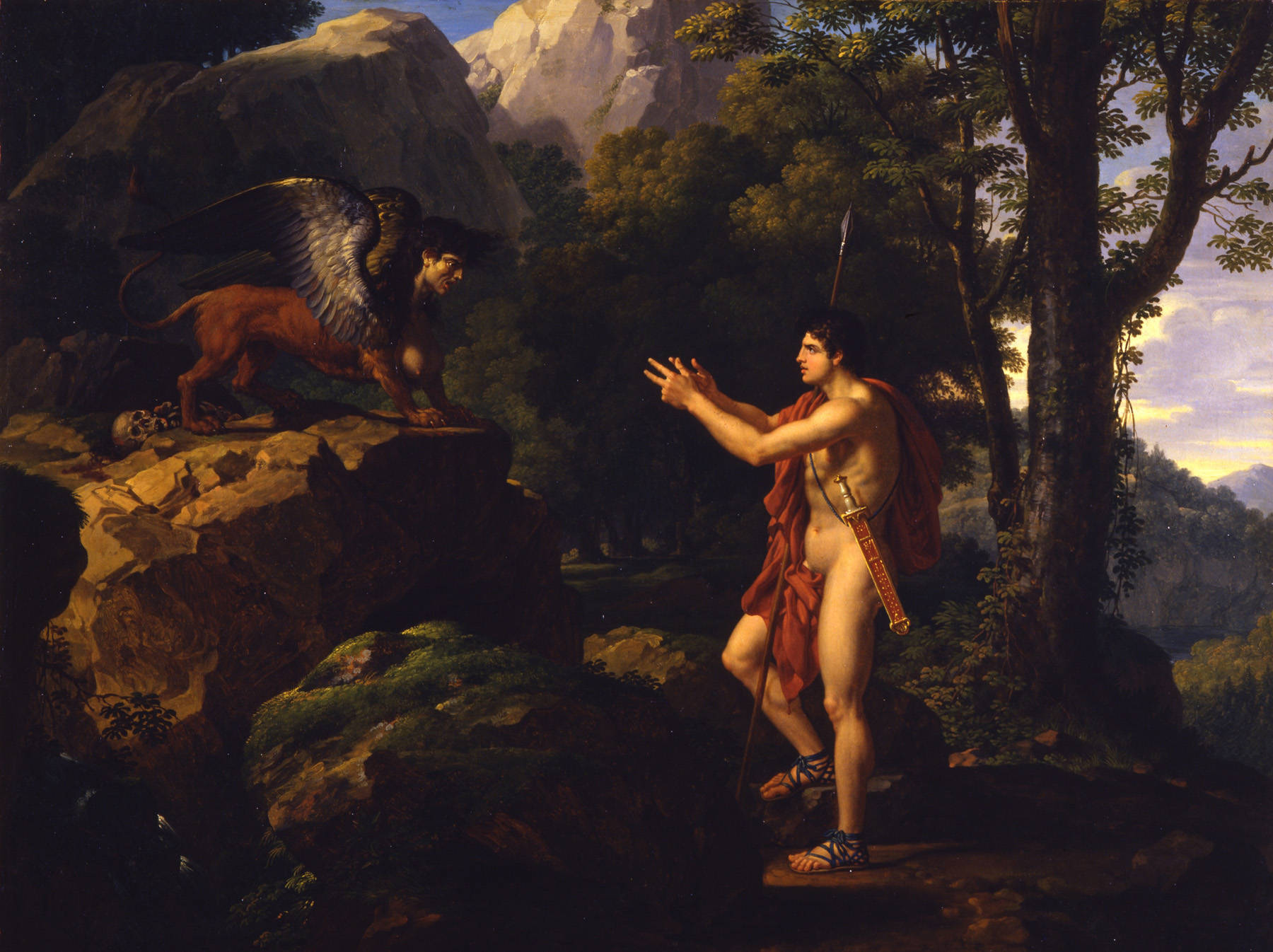
Эдип и Сфинкс
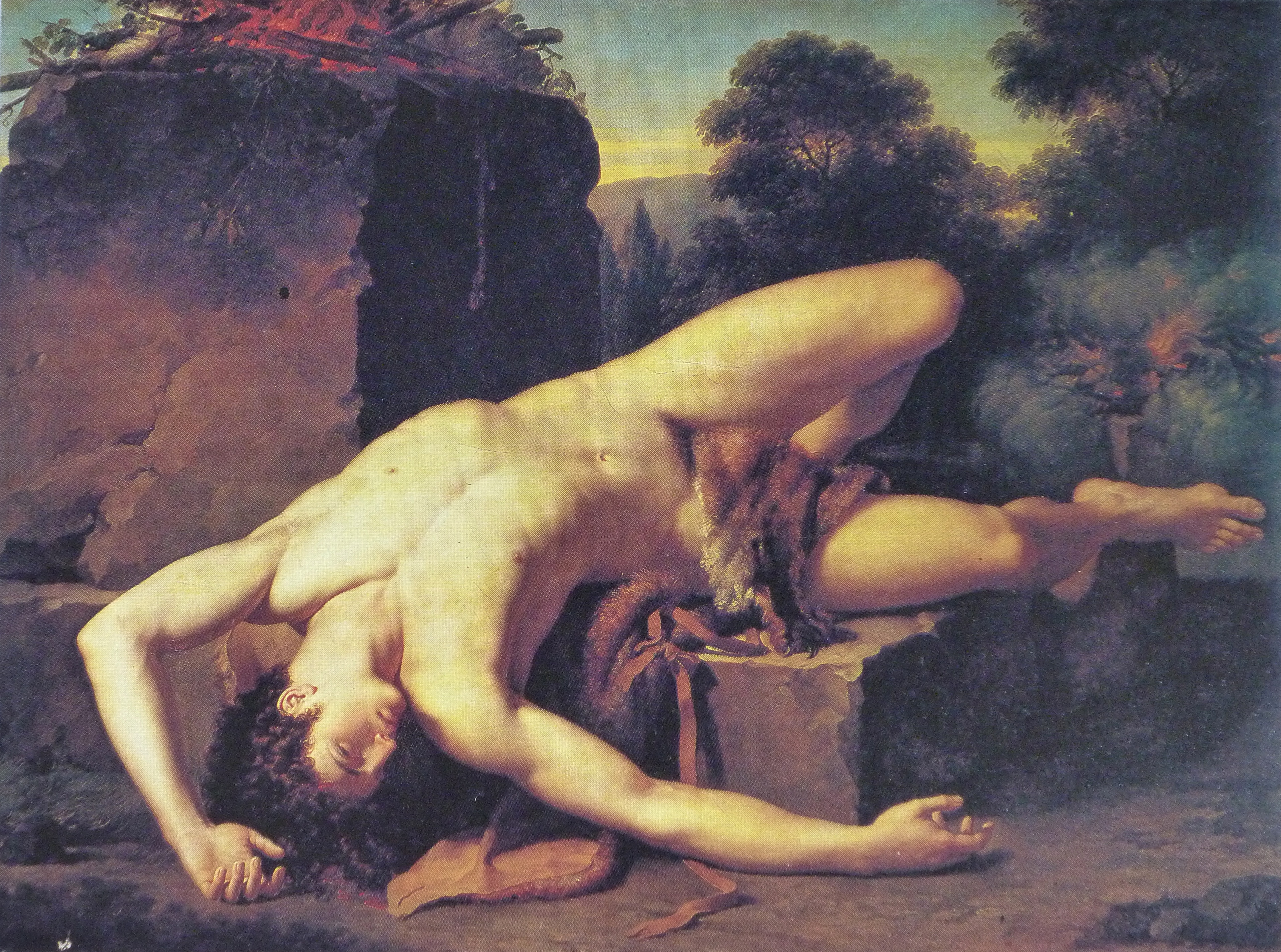
Авель, убитый Каином
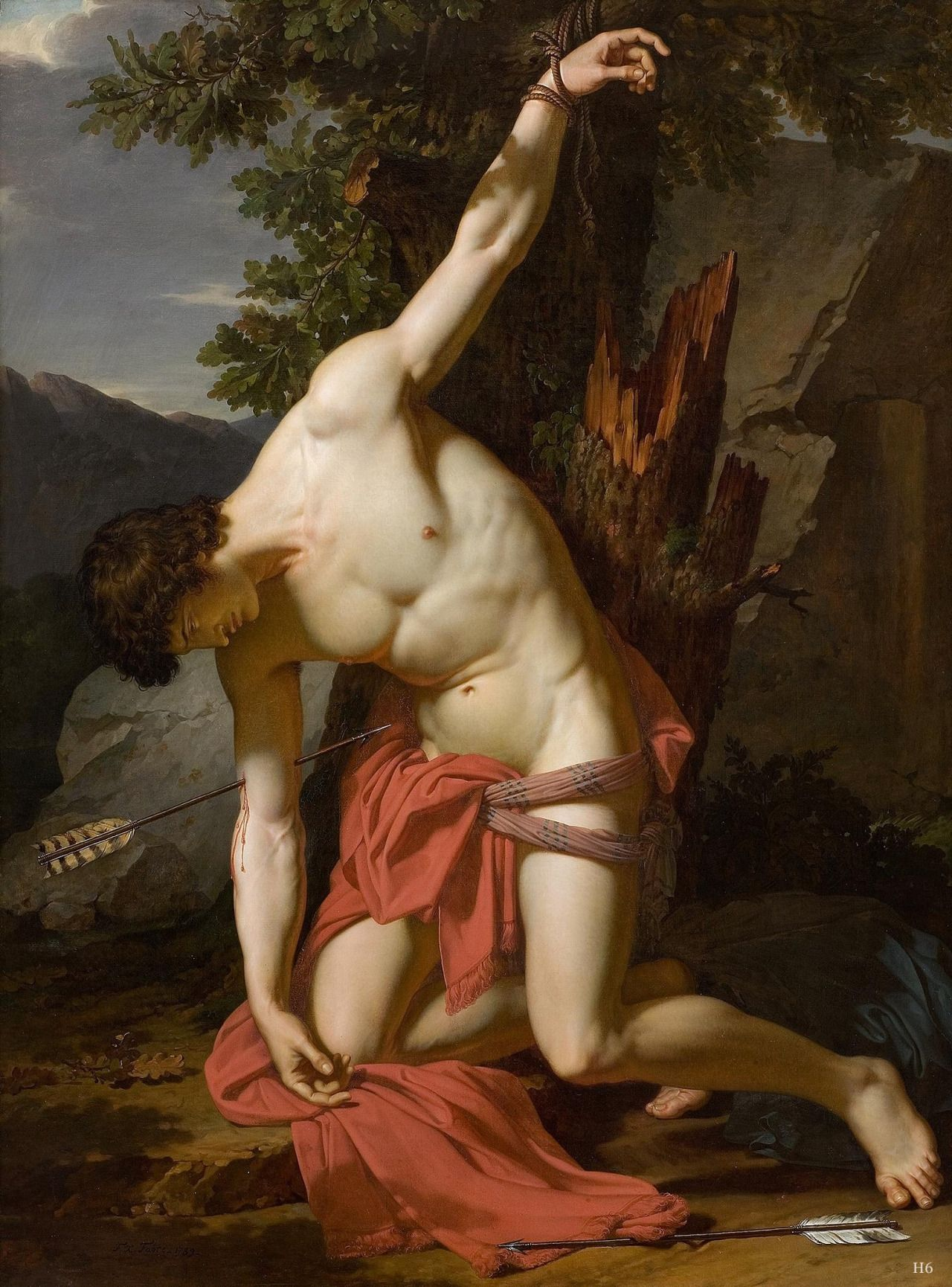
Святой Себастьян
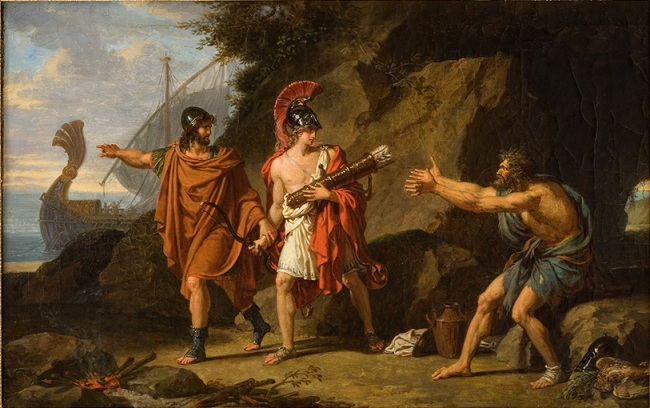
Одиссей и Неоптолем забирают лук Геракла у Филоктета
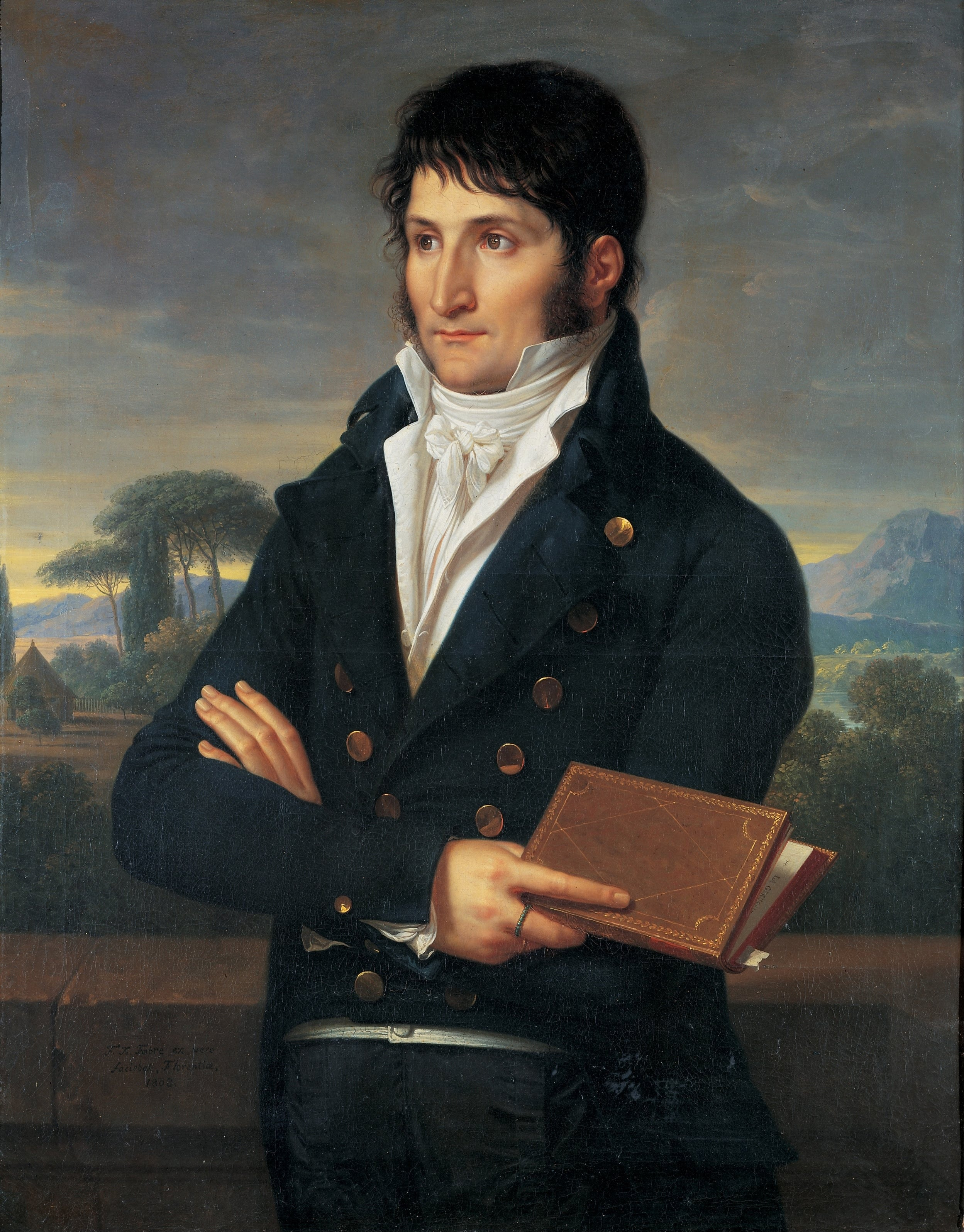
Портрет Люсьена Бонапарта, около 1800
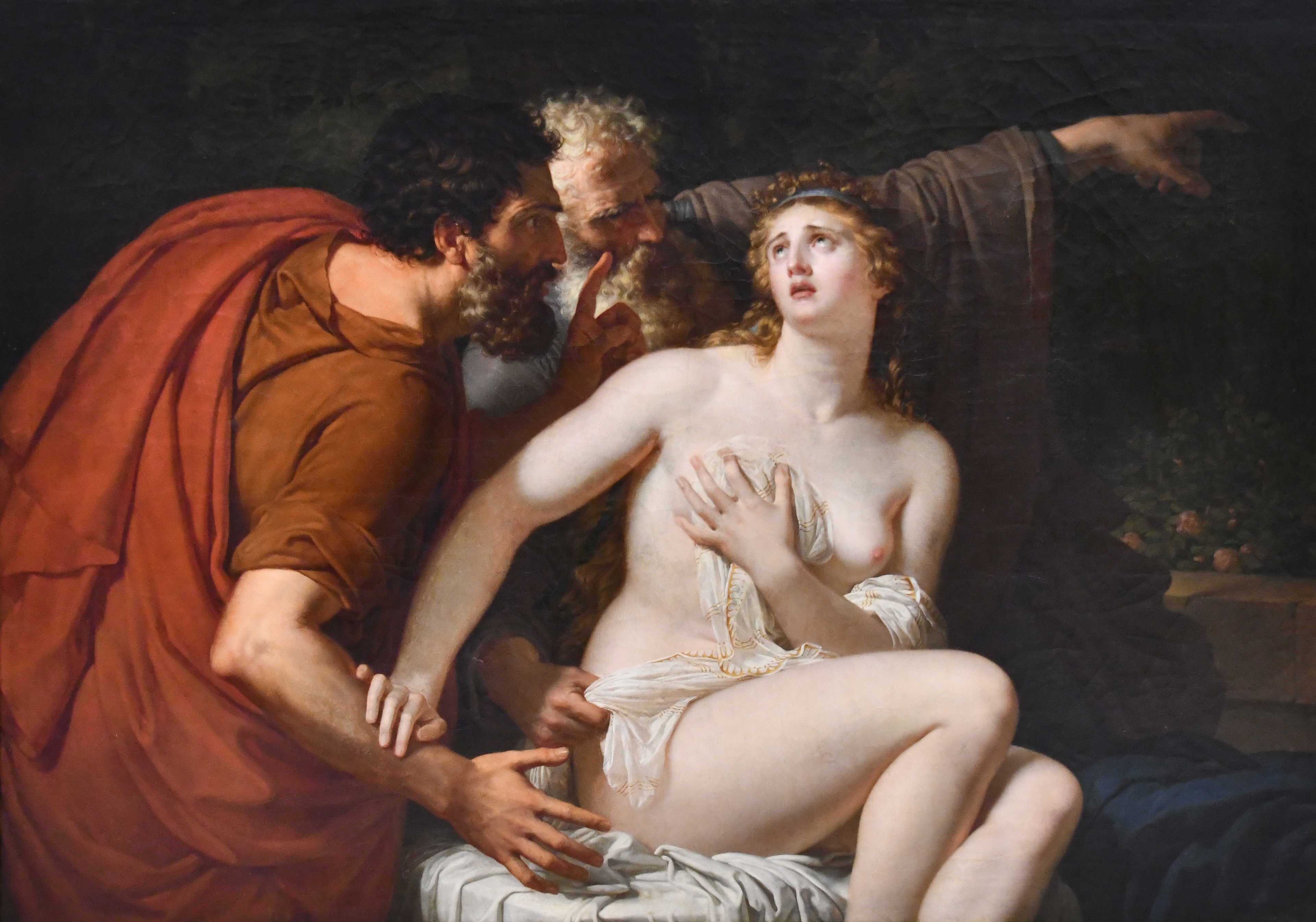
Сусанна и старцы.
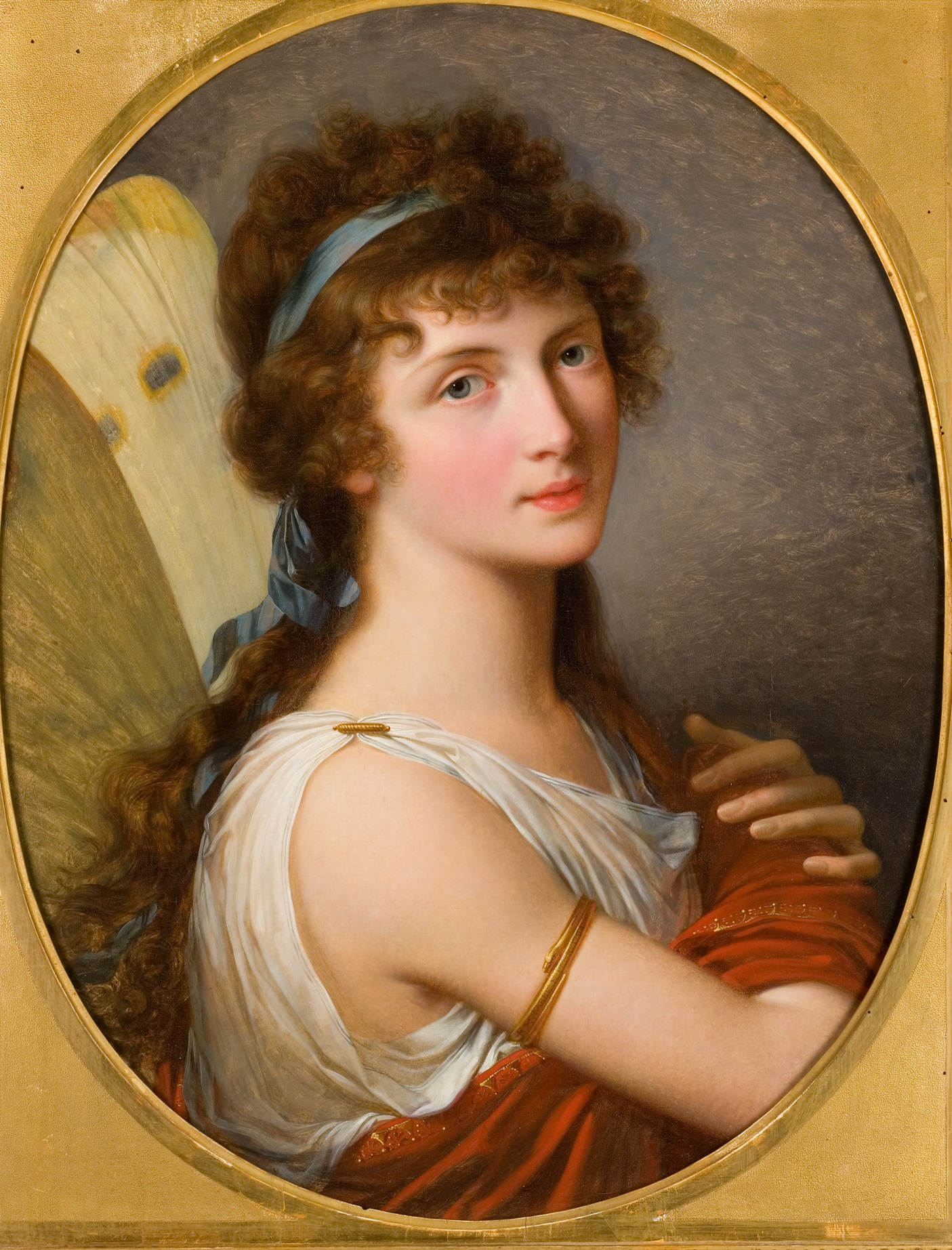
Портрет графини Шарлемон в образе Психеи
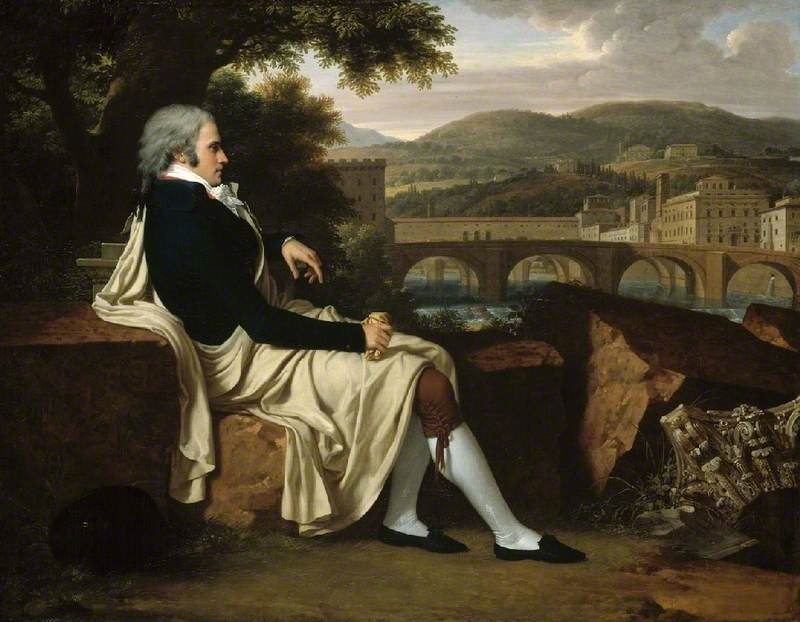
Портрет Аллана Смита, созерцающего берег реки Арно